# Austin Davis (político)
Austin Davis (McKeesport, 4 de octubre de 1989) es un político estadounidense, actual vicegobernador de Pensilvania desde 2023. Previamente se desempeñó como miembro de la Cámara de Representantes de Pensilvania, en representación del Distrito 35. Es miembro del Partido Demócrata.

## Primeros años de vida
Mientras estaba en la escuela secundaria, Davis fundó y se desempeñó como presidente del Consejo Asesor Juvenil del Alcalde bajo el entonces alcalde de McKeesport, James Brewster. Después de graduarse de la escuela secundaria, asistió a la Universidad de Pittsburgh en Greensburg, donde obtuvo una licenciatura en Ciencias Políticas en 2012.

## Carrera política
Mientras estaba en la universidad, Austin fue contratado como pasante legislativo por la Cámara de Representantes de Pensilvania. A la edad de 21 años, Tribune Review lo llamó "un veterano en la política de ayudar a los demás".
Davis se desempeñó anteriormente como asistente ejecutivo del ejecutivo del condado de Allegheny, Rich Fitzgerald . En 2014, Davis se convirtió en el vicepresidente negro más joven y el primero en el Comité Demócrata del Condado de Allegheny.

### Cámara de Representantes de Pensilvania
Davis se postuló para la Cámara de Representantes de Pensilvania en el distrito 35 en una elección especial de 2018. Davis derrotó a la candidata republicana Fawn Walker-Montgomery con más del 73 % de los votos y se convirtió en el primer afroamericano en servir como representante estatal del distrito.

### Candidato a vicegobernador
El 14 de diciembre de 2021, se informó que Davis participaría en la carrera de 2022 para el cargo de vicegobernador de Pensilvania, luego de ser seleccionado por el presunto candidato a gobernador demócrata Josh Shapiro para ser su compañero de fórmula. La ley de Pensilvania exige que un candidato a teniente a gobernador se postule independientemente del candidato a gobernador en las primarias.
El 6 de noviembre de 2022, Shapiro y Davis derrotaron cómodamente a la candidatura republicana de Doug Mastriano y Carrie DelRosso en las elecciones generales. Davis se convirtió en el primer millennial en ganar una oficina estatal en Pensilvania.

## Vida personal
Davis conoció a su esposa, Blayre Holmes, en el August Wilson Center en 2012. Los dos se casaron el 1 de septiembre de 2017. Viven en su ciudad natal de toda la vida de McKeesport, Pensilvania.